# Yang Chao-hsun
Yang Chao-hsun (tiếng Trung: 楊朝勛) là một cầu thủ bóng đá người Đài Loan thi đấu ở vị trí hậu vệ.